# Coppa del Mondo di combinata nordica 1994
La Coppa del Mondo di combinata nordica 1994, undicesima edizione della manifestazione organizzata dalla Federazione Internazionale Sci, ebbe inizio il 4 dicembre 1993 a Saalfelden, in Austria, e si concluse il 19 marzo 1994 a Thunder Bay, in Canada.
Furono disputate 9 gare in 8 differenti località, tutte individuali Gundersen: 8 su trampolino normale, 1 su trampolino lungo. Nel corso della stagione si tennero a  Lillehammer i XVII Giochi olimpici invernali, non validi ai fini della Coppa, il cui calendario contemplò dunque un'interruzione nel mese di febbraio.
Il giapponese Kenji Ogiwara si aggiudicò la coppa di cristallo, il trofeo assegnato al vincitore della classifica generale. Non vennero stilate classifiche di specialità; Ogiwara era il detentore uscente del trofeo.

## Risultati
| Data             | Località     | Nazione   | Trampolino            | Spec.       | Primo               | Secondo             | Terzo             |
| ---------------- | ------------ | --------- | --------------------- | ----------- | ------------------- | ------------------- | ----------------- |
| 4 dicembre 1993  | Saalfelden   | Austria   | Bibergschanze K85     | IN NH/15 km | Kenji Ogiwara       | Fred Børre Lundberg | Knut Tore Apeland |
| 11 dicembre 1993 | Sankt Moritz | Svizzera  | Olympiaschanze K94    | IN NH/15 km | Kenji Ogiwara       | Takanori Kōno       | Trond Einar Elden |
| 15 dicembre 1993 | Sankt Moritz | Svizzera  | Olympiaschanze K94    | IN NH/15 km | Kenji Ogiwara       | Knut Tore Apeland   | Takanori Kōno     |
| 8 gennaio 1994   | Schonach     | Germania  | Langenwaldschanze K90 | IN NH/15 km | Kenji Ogiwara       | Takanori Kōno       | Knut Tore Apeland |
| 15 gennaio 1994  | Oslo         | Norvegia  | Holmenkollen K110     | IN LH/15 km | Mario Stecher       | Fred Børre Lundberg | Takanori Kōno     |
| 22 gennaio 1994  | Trondheim    | Norvegia  | Granåsen K90          | IN NH/15 km | Kenji Ogiwara       | Takanori Kōno       | Bjarte Engen Vik  |
| 4 marzo 1994     | Vuokatti     | Finlandia | Hyppyrimäki K90       | IN NH/15 km | Fred Børre Lundberg | Takanori Kōno       | Kenji Ogiwara     |
| 12 marzo 1994    | Sapporo      | Giappone  | Miyanomori K90        | IN NH/15 km | Fred Børre Lundberg | Kenji Ogiwara       | Jean-Yves Cuendet |
| 19 marzo 1994    | Thunder Bay  | Canada    | Big Thunder K90       | IN NH/15 km | Hippolyt Kempf      | Kenji Ogiwara       | Trond Einar Elden |

Legenda:

IN = individuale Gundersen

NH = trampolino normale

LH = trampolino lungo

## Classifiche

### Generale
| Pos. | Nome                | Nazione   | Punti |
| ---- | ------------------- | --------- | ----- |
| 1    | Kenji Ogiwara       | Giappone  | 1135  |
| 2    | Takanori Kōno       | Giappone  | 901   |
| 3    | Fred Børre Lundberg | Norvegia  | 840   |
| 4    | Bjarte Engen Vik    | Norvegia  | 815   |
| 5    | Knut Tore Apeland   | Norvegia  | 720   |
| 6    | Trond Einar Elden   | Norvegia  | 713   |
| 7    | Bård Jørgen Elden   | Norvegia  | 472   |
| 8    | Hippolyt Kempf      | Svizzera  | 451   |
| 9    | Jari Mantila        | Finlandia | 437   |
| 10   | Allar Levandi       | Estonia   | 418   |

### Nazioni
| Pos. | Nazione   | Punti |
| ---- | --------- | ----- |
| 1    | Norvegia  | 3730  |
| 2    | Giappone  | 2810  |
| 3    | Svizzera  | 1136  |
| 4    | Germania  | 1048  |
| 5    | Finlandia | 934   |